# Campeonato Europeo de Ciclocrós de 2003
El I Campeonato Europeo de Ciclocrós se celebró en Tábor (República Checa) el 8 de noviembre de 2003 bajo la organización de la Unión Europea de Ciclismo (UEC) y la Federación Checa de Ciclismo.

## Medallistas
| Evento   | Oro                          | Plata                       | Bronce                    |
| -------- | ---------------------------- | --------------------------- | ------------------------- |
| Femenino | Hanka Kupfernagel · Alemania | Marianne Vos · Países Bajos | Maryline Salvetat Francia |

### Femenino
| Puesto            | Ciclista             | País            | Tiempo |
| ----------------- | -------------------- | --------------- | ------ |
| Medalla de oro    | Hanka Kupfernagel    | Alemania        | 37:37  |
| Medalla de plata  | Marianne Vos         | Países Bajos    | 38:29  |
| Medalla de bronce | Maryline Salvetat    | Francia         | 38:30  |
| 4                 | Laurence Leboucher   | Francia         | 38:39  |
| 5                 | Hilde Quintens       | Bélgica         | 38:42  |
| 6                 | Nadia Triquet-Claude | Francia         | 38:47  |
| 7                 | Barbora Bohatá       | República Checa | 39:14  |
| 8                 | Birgit Hollmann      | Alemania        | 39:32  |

| Predecesor: — | Campeonato Europeo de Ciclocrós I edición | Sucesor: · Vossem 2004 · Bélgica |

- Datos: Q15875056